# Bahnhof Magdeburg-Buckau
Der Bahnhof Magdeburg-Buckau liegt an den Bahnstrecken Magdeburg–Leipzig und Magdeburg–Thale im Magdeburger Stadtteil Buckau. Die abzweigende Strecke Biederitz–Magdeburg-Buckau ist nicht mehr in Betrieb und wurde abgebaut. Nördlich des Bahnhofes gibt es eine Verbindungskurve zur Bahnstrecke Braunschweig–Magdeburg. Der benachbarte vormalige Rangierbahnhof Magdeburg-Buckau Rbf dient als Magdeburg-Buckau Bbf nur noch betrieblichen Zwecken.

## Geschichte
Das heutige Bahnhofsgebäude wurde von 1926 bis 1928 errichtet, es ersetzte einen Vorgängerbau, der etwa 200 Meter südlich stand. Es ist ein Ziegelbau mit einem Walmdach, der Eingang bildet ein vierachsiger Risalit mit einem halbrunden Vordach. Es zählte seinerzeit zu den modernsten Bahnhofsgebäuden Deutschlands und steht heute unter Denkmalschutz.
Der Bahnhof liegt in Hochlage und hat zwei Inselbahnsteige mit jeweils zwei Gleisen (1+2; 3+4), die durch eine Unterführung erreicht werden. Er ist mit Fahrstühlen, kostenpflichtigen Parkplätzen, Fahrrad-Stellplätzen, einem Taxistand sowie einem Fahrkartenautomaten ausgestattet. Im Bahnhofsgebäude waren von 1997 bis 2016 eine Suppenküche und eine Kleiderkammer der Magdeburger Tafel untergebracht.
Auf dem Bahnhof gab es einen Bahnsteig 0, er lag zwischen dem Gleis nach Biederitz und einem Gleis in Richtung Magdeburg Hauptbahnhof. Der Bahnsteig und Reste der Überdachung sind noch erhalten, der Aufgang vom Tunnel ist zugemauert.
2008 fanden am Magdeburger Hauptbahnhof umfangreiche Gleisbauarbeiten statt, so dass nicht alle Fernzüge dort halten konnten. In dieser Zeit übernahm der Bahnhof Magdeburg-Buckau die Funktion des Fernbahnhofs. Auch im Jahr 2018 hielten in Buckau täglich vier Fernzüge, da es am Hauptbahnhof wegen des Tunnelbaus zu Engpässen bei den verfügbaren Gleisen kam. Dafür wurden zudem Regionalzüge von und nach Berlin über den Magdeburger Hauptbahnhof nach Buckau verlängert.

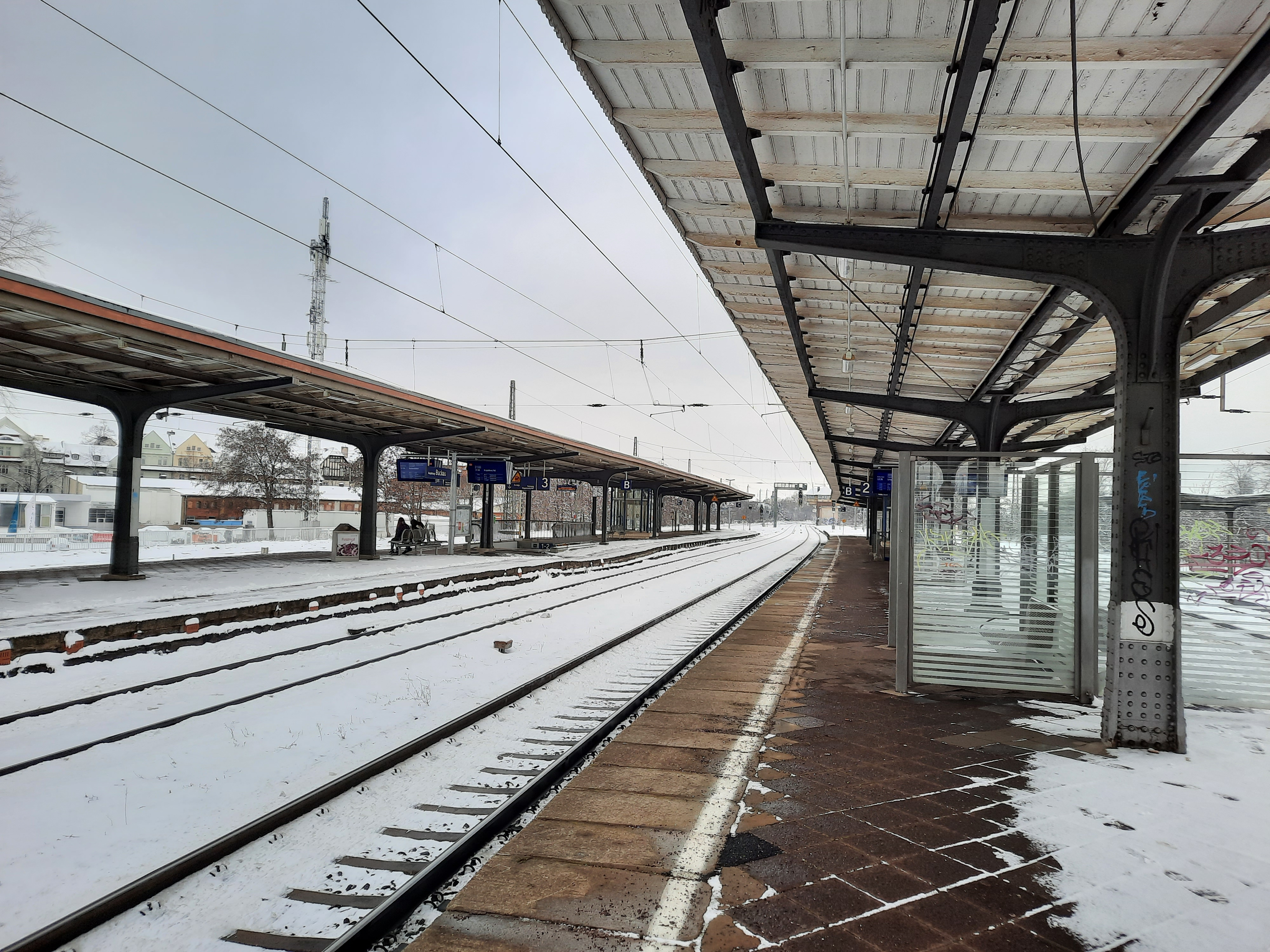
Bahnsteige
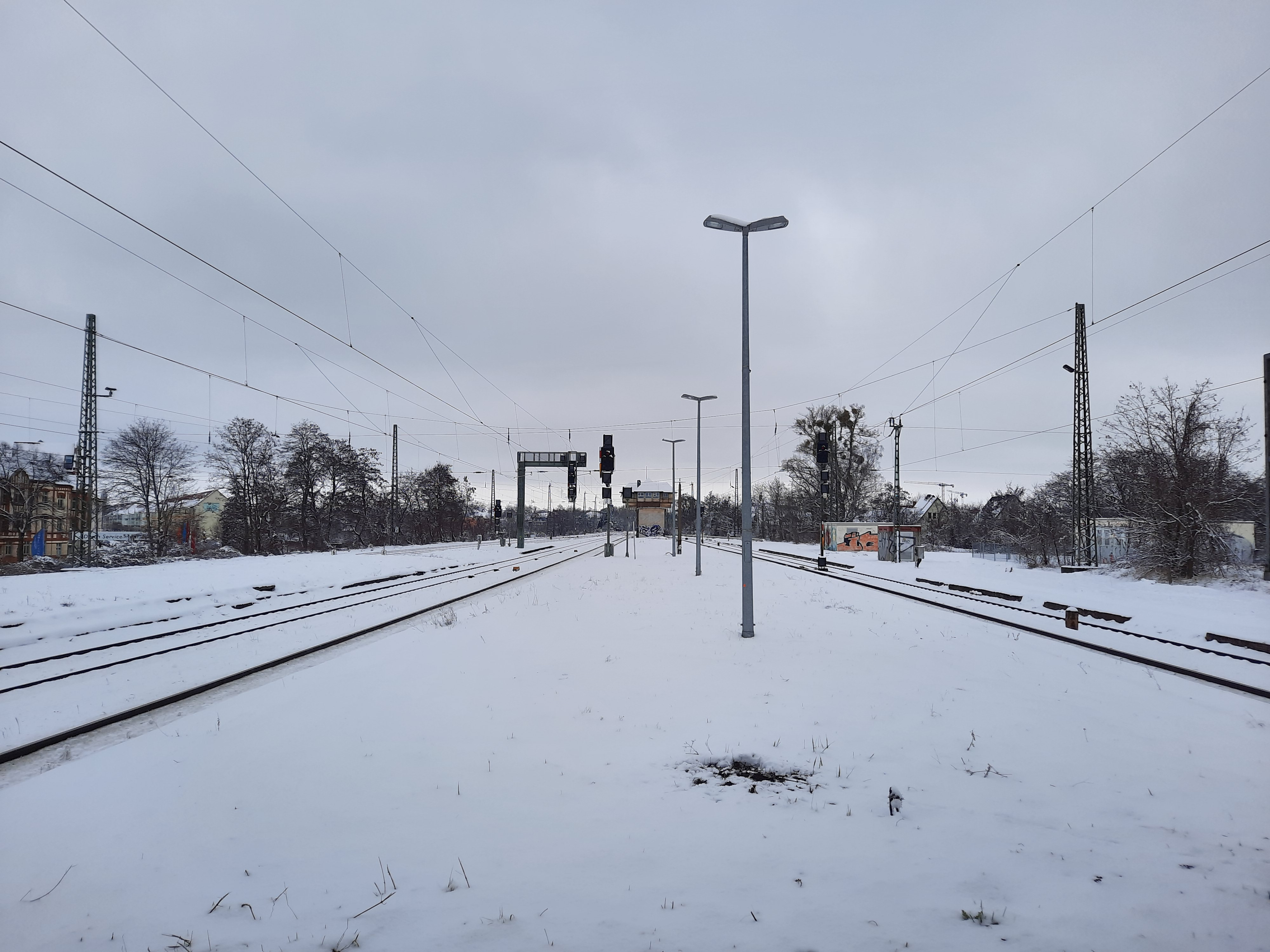
Ausfahrt nach Norden
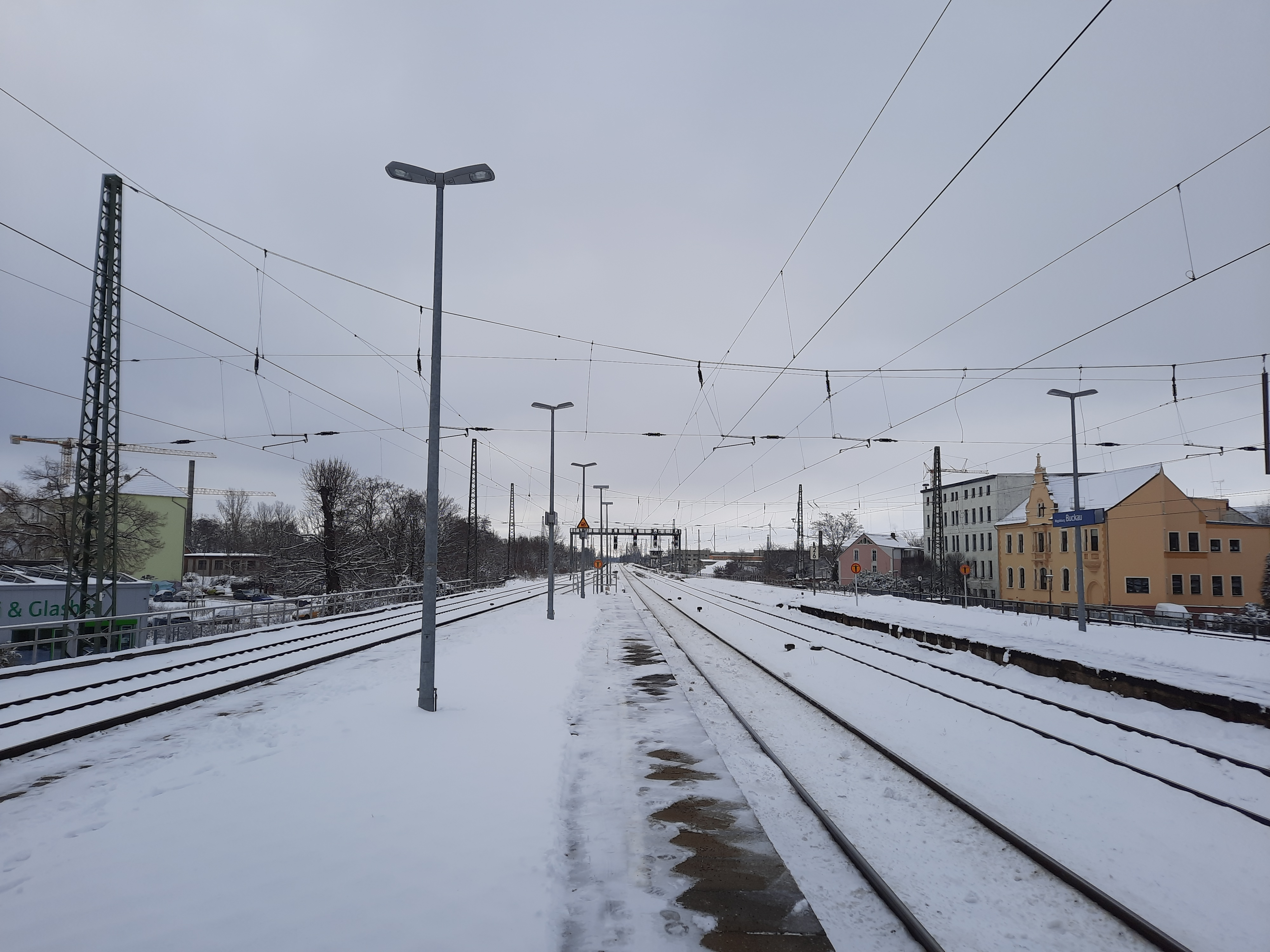
Ausfahrt nach Süden
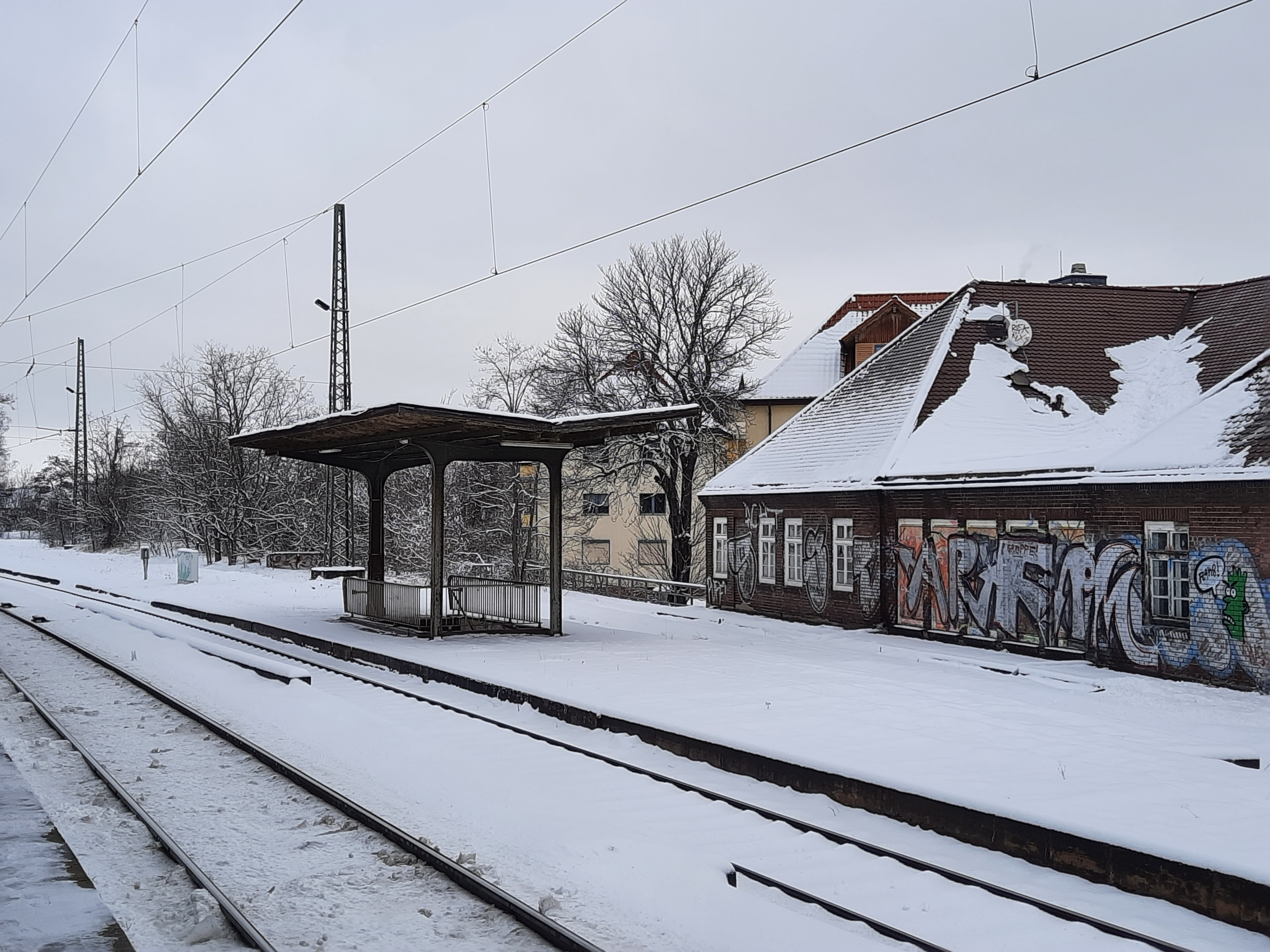
Ehemaliger Bahnsteig 0
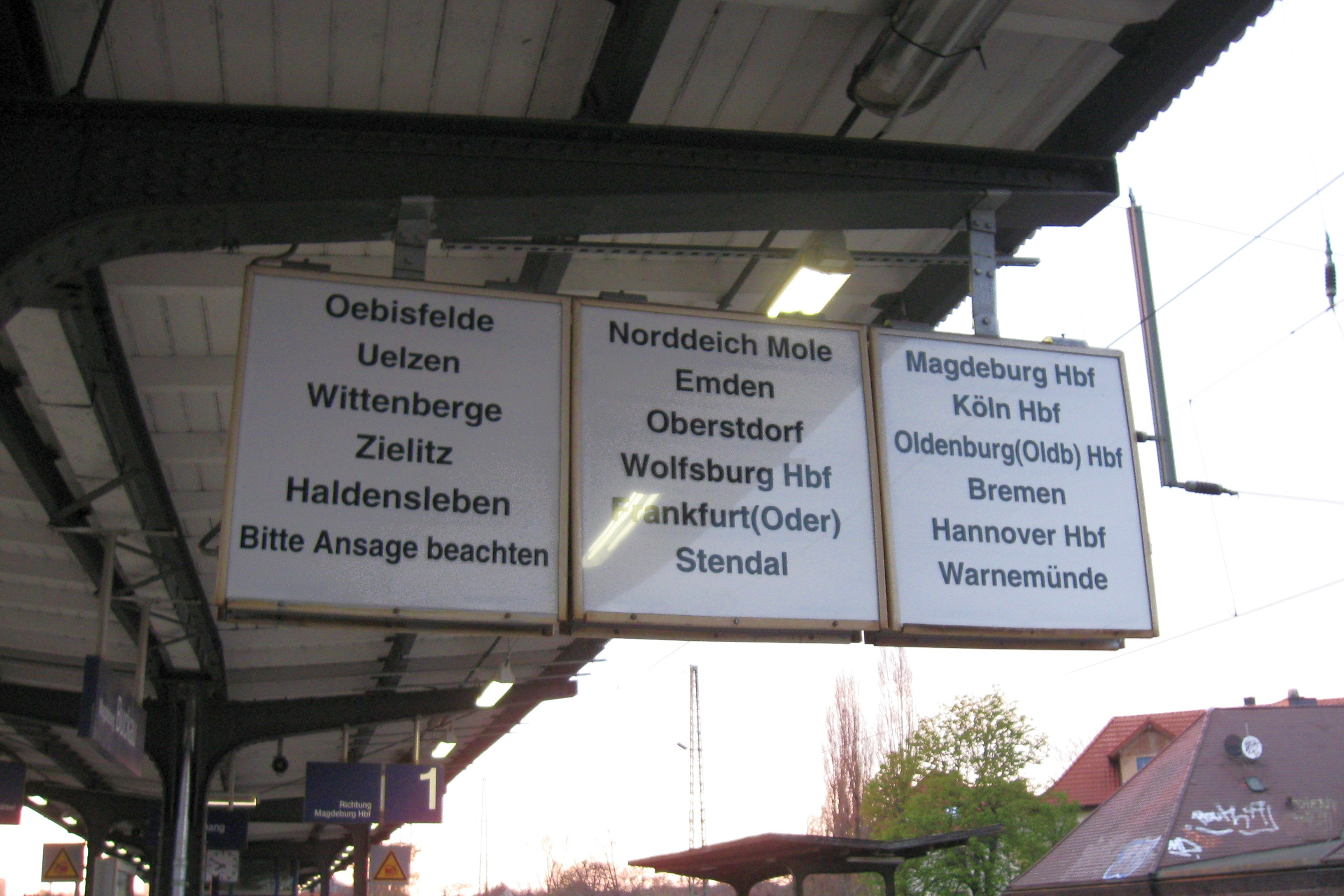
Zugrichtungsanzeiger mit Fernzielen

## Verkehrsanbindung
Der Bahnhof ist seit dem 16. Dezember 2020 direkt mit der Straßenbahn erreichbar. Die neue Straßenbahnhaltestelle S-Bahnhof Buckau/Puppentheater befindet sich in unmittelbarer Nähe am Bahnhofsvorplatz und wird von den Straßenbahnlinien 5 und 13 bedient. Vorher war die nächste Straßenbahnhaltestelle ca. 400 m entfernt, direkt am Bahnhof hielten zwei Buslinien.
| Linie                    | Linienverlauf                                                                               | Takt (min)                                                                               | EVU             |
| ------------------------ | ------------------------------------------------------------------------------------------- | ---------------------------------------------------------------------------------------- | --------------- |
| HBX                      | Berlin – Potsdam – Magdeburg – Magdeburg-Buckau – Halberstadt – (Flügelung) Goslar / Thale  | 0Fr–So                                                                                   | start           |
| RE 10                    | Magdeburg – Magdeburg-Buckau – Schönebeck – Sandersleben – Sangerhausen – Erfurt            | 120                                                                                      | start           |
| RE 11                    | Magdeburg – Magdeburg-Buckau – Halberstadt – Quedlinburg – Thale                            | 060                                                                                      | start           |
| RE 20                    | Schönebeck-Bad Salzelmen – Magdeburg-Buckau – Zielitz – Tangerhütte – Stendal – Uelzen      | 060 (Mo–Fr)                                                                              | DB Regio Südost |
| RE 21                    | Magdeburg – Magdeburg-Buckau – Halberstadt – Wernigerode – Vienenburg – Goslar              | 120                                                                                      | start           |
| RE 30                    | Magdeburg – Magdeburg-Buckau – Schönebeck – Calbe – Köthen – Halle                          | 060                                                                                      | DB Regio Südost |
| RE 31                    | Magdeburg – Magdeburg-Buckau – Halberstadt – Langenstein – Blankenburg                      | 120                                                                                      | start           |
| RB 41                    | Magdeburg – Magdeburg-Buckau – Schönebeck – Staßfurt – Güsten – Aschersleben                | 120                                                                                      | start           |
| RB 43                    | Magdeburg – Magdeburg-Buckau – Dodendorf – Osterweddingen – Oschersleben                    | 060 (Mo–Fr) 120 (Sa–So)                                                                  | start           |
| RB 47                    | Magdeburg – Magdeburg-Buckau – Schönebeck – Calbe – Bernburg – Könnern – Halle              | einzelne Züge                                                                            | start           |
| S 1                      | Schönebeck-Bad Salzelmen – Magdeburg-Buckau – Zielitz – Tangerhütte – Stendal – Wittenberge | 060 (Schönebeck–Stendal) 060 (Stendal–Wittenberge Mo–Fr) 120 (Stendal–Wittenberge Sa–So) | DB Regio Südost |
| Stand: 15. Dezember 2024 |                                                                                             |                                                                                          |                 |